# Fürstengrab von Planig
Das Fürstengrab von Planig ist ein reich ausgestattetes Männergrab aus der frühen Merowingerzeit, das 1939 in Planig (damals: Landkreis Bingen) bei Bauarbeiten entdeckt wurde. Bestattet wurde hier ein offenbar hochrangiger fränkischer Krieger, der umgangssprachlich als Fürst von Planig bezeichnet wird. Herausragendes Einzelstück des Fundes ist ein gut erhaltener Spangenhelm. Die erhaltenen Grabfunde samt einer Rekonstruktion der Grablege und ihre wissenschaftliche Dokumentation befinden sich heute im Landesmuseum Mainz.

## Fundgeschichte
Kanalarbeiter stießen im Mai 1939 bei Erdarbeiten in Planig, einer damals eigenständigen Gemeinde nordöstlich von Bad Kreuznach, in 1,20 m Tiefe auf antike Fundstücke. Der daraufhin hinzugezogene örtliche Lehrer Johann Merkelbach informierte umgehend das Römisch-Germanische Zentralmuseum in Mainz und die weiteren Untersuchungen der Fundstelle standen ab diesem Zeitpunkt unter der Aufsicht erfahrener Archäologen. Unter einem Sandsteinblock mit römischen Bearbeitungsspuren legte man nun das kostbar ausgestattete Grab einer hochgestellten Persönlichkeit aus nachrömischer Zeit frei. Begraben wurde die Person inmitten eines fränkischen Friedhofs, welcher bereits in römischer Zeit benutzt wurde.

## Menschliche Überreste
Von der bestatteten Person sind nur sehr wenige Knochenreste erhalten geblieben. Deshalb sind auch keine Rückschlüsse auf das Alter, Geschlecht oder Todesursache der Person möglich. Die Vermutung, dass es sich bei der bestatteten Person um einen Mann handelt, wird aus den Grabbeigaben und vergleichbaren anderen Bestattungen dieser Zeit geschlossen.

## Einzelfunde
Aufgrund der vielfältigen und kostbaren Grabausstattung wurde der Fund sehr schnell als „Fürstengrab“ angesprochen. Bei dem Verstorbenen muss es sich um einen höher gestellten Krieger der frühfränkischen Zeit gehandelt haben, dem seine vielfältige Ausrüstung mit in das Grab gegeben wurde.
Herausragendes Fundstück ist ein Spangenhelm des Typs Baldenheim (Inventar-Nummer 39/9). Der circa 32 cm hohe Helm besteht aus einem Eisengerüst mit Silberplatten, einem Stirnreif und vergoldeten bronzenen Wangenklappen. Teile des Helmgerüstes sind vergoldet und wie auch der Stirnreif aufwendig mit christlichen und allegorischen (Weintrauben) Symbolen verziert. Im Helminneren haben sich noch Reste des ursprünglichen Lederfutters erhalten. Ein selten in fränkischen Gräbern der Frühzeit anzutreffender Fund waren auch die stark korrodierten und zusammengebackenen Reste eines Kettenpanzers. Eine aufwendig verzierte Spatha mit kostbaren Almandinverzierungen, ein ebenfalls kostbar verzierter Sax, Schild, Lanze, Wurfaxt, Wurfspeer und mehrere Pfeile in unterschiedlichen Erhaltungsstadien komplettierten die Ausrüstung des Kriegers in seinem Grab.
Neben weiteren Gegenständen für den alltäglichen Gebrauch wie Schüsseln, Bronzebecken, Glasgefäßen oder Kamm fand sich in Kopfhöhe des Leichnams – als Charonspfennig für den Fährmann zur Bezahlung der Fahrt in das Totenreich – eine Goldmünze. Es handelt sich um einen byzantinischen Solidus des Kaisers Leo I. (regierte von 457 bis 474).
Textilreste haben, ebenso wie der größte Teil des Skeletts, nicht überdauert. Allerdings fand man im Grab feine Goldfäden, die wahrscheinlich zum gewebten Besatz einer Tunika oder einem ähnlichen Kleidungsstück gehörten.

## Wissenschaftliche Auswertung
Aufgrund einzelner typischer Funde sowie der Datierung und Laufzeit des Solidus konnte das Grab relativ sicher auf das erste Drittel des 6. Jahrhunderts datiert werden. Der hier beigesetzte Krieger trug mit Spangenhelm und Kettenhemd wesentliche Teile einer typisch byzantinischen traditionellen Offiziersausstattung. Die Lage des Grabes (und damit des naheliegenden Wohnortes) in der Nähe der Kreuzung zweier wichtiger römischer Fernstraßen von Bingen nach Worms und von Mainz nach Bad Kreuznach sowie eine in der Nähe vermutete militärische Anlage (Wachstation?) unterstreichen die Bedeutung und den militärisch-sozialen Rang des „Fürsten von Planig“.

## Museale Aufbereitung und Präsentation
Alle Funde wurden nach Bergung und Restaurierung im Landesmuseum Mainz präsentiert. Bis 2010 wurden sie in einzelnen kleineren Vitrinen verstreut und ohne Gesamtkontext gezeigt. Mit der Neugestaltung der Sammlungen des Landesmuseums Mainz 2010 wurde die Präsentation des Fürstengrabs von Planig 2010 entsprechend ihrer Bedeutung als „einer der wichtigsten Vergleichsfunde des frühen Mittelalters“ deutlich aufgewertet. Alle noch vorhandenen Funde sind nun in einem einzelnen Ausstellungsraum zusammengefasst. Eine nachgestellte Szene mit einer 1,70 m großen Figur eines fränkischen Kriegers in einem leicht erhöhtem Steingrab samt Nachbildungen der Grabbeigaben veranschaulicht das mögliche Aussehen der Bestattung. Eine große Wandzeichnung hinter dieser Szenerie zeigt die Bestattung des „Fürsten von Planig“ durch seine Gefolgsleute. Zusätzlich zu den Originalfunden werden deren Restaurierung und die daraus gewonnenen wissenschaftlichen Erkenntnisse gezeigt.